# Dům Embassy
Dům Embassy, původního názvu Fürst Reuß-Greiz (česky Kníže Reuß-Greiz), stojí v lázeňské části Karlových Varů v městské památkové zóně v ulici Nová louka 296/21. Jeho vznik je připisován padesátým létům 19. století, současná podoba pochází z počátku století dvacátého.
Objekt byl prohlášen kulturní památkou, památkově chráněn je od 26. dubna 1991, rejstř. č. ÚSKP 40122/4-4536.

## Historie
Na místě dnešního domu Embassy stály původně dva klasicistní domy. V padesátých letech 19. století za majitele Antona Pitroffa zde došlo k rozsáhlým stavebním úpravám. Tehdy byla přistavěna dvorní křídla s vtaženým arkádovým ochozem kolem vnitřního dvora.
Současná podoba domu pochází z počátku 20. století, kdy byla upravena čelní fasáda. Velká adaptace pak proběhla v roce 1936 podle plánů stavitele Paula Schauffusse. Jednotlivé salónky byly vybaveny mytologickou tematikou s prvky Heimatstilu (Dračí salónek, Sokolí jizba, Lovecký salónek, Holandský salónek). Štuková dekorace byla prací štukatéra Heinricha Kempfa z Tuhnic.
Úprava střechy s velkým středním vikýřem a menšími postranními vikýři je novodobá.

## Ze současnosti
V roce 2014 byl dům uveden v Programu regenerace Městské památkové zóny Karlovy Vary 2014–2024 v části II. (tabulková část 1–5 Přehledy) v seznamu nemovitých kulturních památek na území MPZ Karlovy Vary a jejich aktuální stav jako vyhovující.
V současnosti (červenec 2021) je dům evidován jako objekt k bydlení ve vlastnictví SJM Balkových. Provozován je jako rodinný hotel.

## Popis
Objekt se nachází v lázeňské části města v ulici Nová louka 296/21. Z jedné strany sousedí s budovou karlovarského muzea, na druhé stojí dům Rich, karlovarský příklad strohé moderny.
Jedná se o řadový dvoupatrový dům s obytným podkrovím ve stylu klasicismu a historismu. Průčelí je o šesti okenních osách s atikou s balustrádou, která je o něco užší než průčelí. V přízemí je v ose situován široký obdélný vchod s dřevěnými novorenesančními dvoukřídlými dveřmi s rozetami. Okna prvého patra jsou v obdélných štukových rámech s uchy a těsně nasedajícími rovnými římsami, vždy se štukovou kartuší po stranách s akanty. V parapetech jsou štukové festony. Okna druhého patra mají obdobná ostění, navíc s klenáky s plastickými maskarony. Korunní římsa je se zubořezem na konzolách s akanty. Dům má úzký a hluboký zastřešený dvorek, patra jsou řešena s arkádami.

### Vinárna Embassy
Vinárna v přízemí patří k nejstarším v Karlových Varech. Prostor byl v rámci velké adaptace roku 1936 upraven podle návrhu architekta Mewese (Dračí salónek, Sokolí jizba, Lovecký salónek, Holandský salónek).